# 田中良 (毎日放送)
田中 良（たなか りょう、1970年- ）はMBSメディアホールディングスビジネス創造局エキスパート（部長職）。

## 来歴
奈良県奈良市出身。奈良県立郡山高等学校を経て、1995年に大阪大学工学部卒業後、毎日放送（MBS）へ入社。同期には報道局記者の橋本佐与子がいる。
東京支社へ異動し、数々のテレビ番組のディレクターを経験。その後本社へ戻り、『痛快!明石家電視台』の演出を担当した後、再び東京支社に異動し数々の番組チーフプロデューサー、プロデューサーを担当、報道局所属のプロデューサーを経て、現在に至る。
既婚者で2児の父。

## 過去の担当番組
- あったか生活!秘伝!カテイの魔法（ディレクター）
- 世界バリバリ★バリュー（演出）
番組でリポーターを数多く務めた山崎まさやとは今でも仲良しとのこと[1]。
- 明日使える心理学!テッパンノート（演出）
- 第8回吉本陸上競技会（ディレクター）
- 痛快!明石家電視台（演出・プロデューサー）
- 女性ホルモン分泌バラエティー 全力☆が〜る（プロデューサー） ほか
- パテナの神様!（プロデューサー）
- 芸人ベストパフォーマンス（プロデューサー）
千原ジュニアへの交渉のために、自身もステージに顔を出した。
- 北野演芸館〜たけしが本気で選んだ芸人大集結SP〜（プロデューサー）
- プレバト!!（プロデューサー）
- 出没!ジャパンですよ。（プロデューサー）
- 林先生が驚く初耳学!（チーフプロデューサー）
- 所さんお届けモノです!（チーフプロデューサー）
- 世界行った気トラベラー（プロデューサー）
- VOICE（プロデューサー）
- ミント!（プロデューサー）- News ミント!